# Primula alpicola
Primula alpicola är en viveväxtart som först beskrevs av William Wright Smith, och fick sitt nu gällande namn av Otto Stapf. Primula alpicola ingår i släktet vivor, och familjen viveväxter. Inga underarter finns listade i Catalogue of Life.

## Bildgalleri

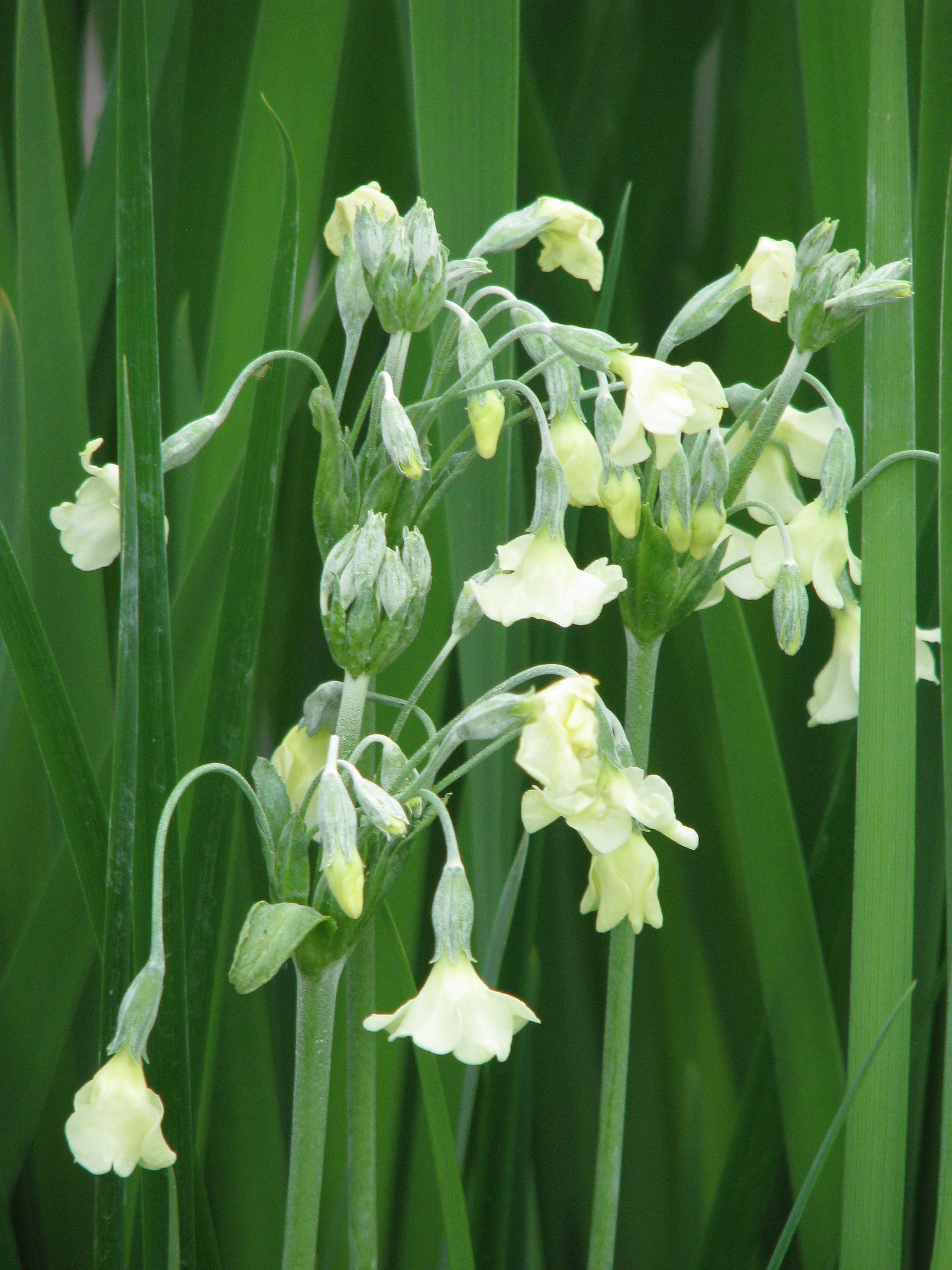
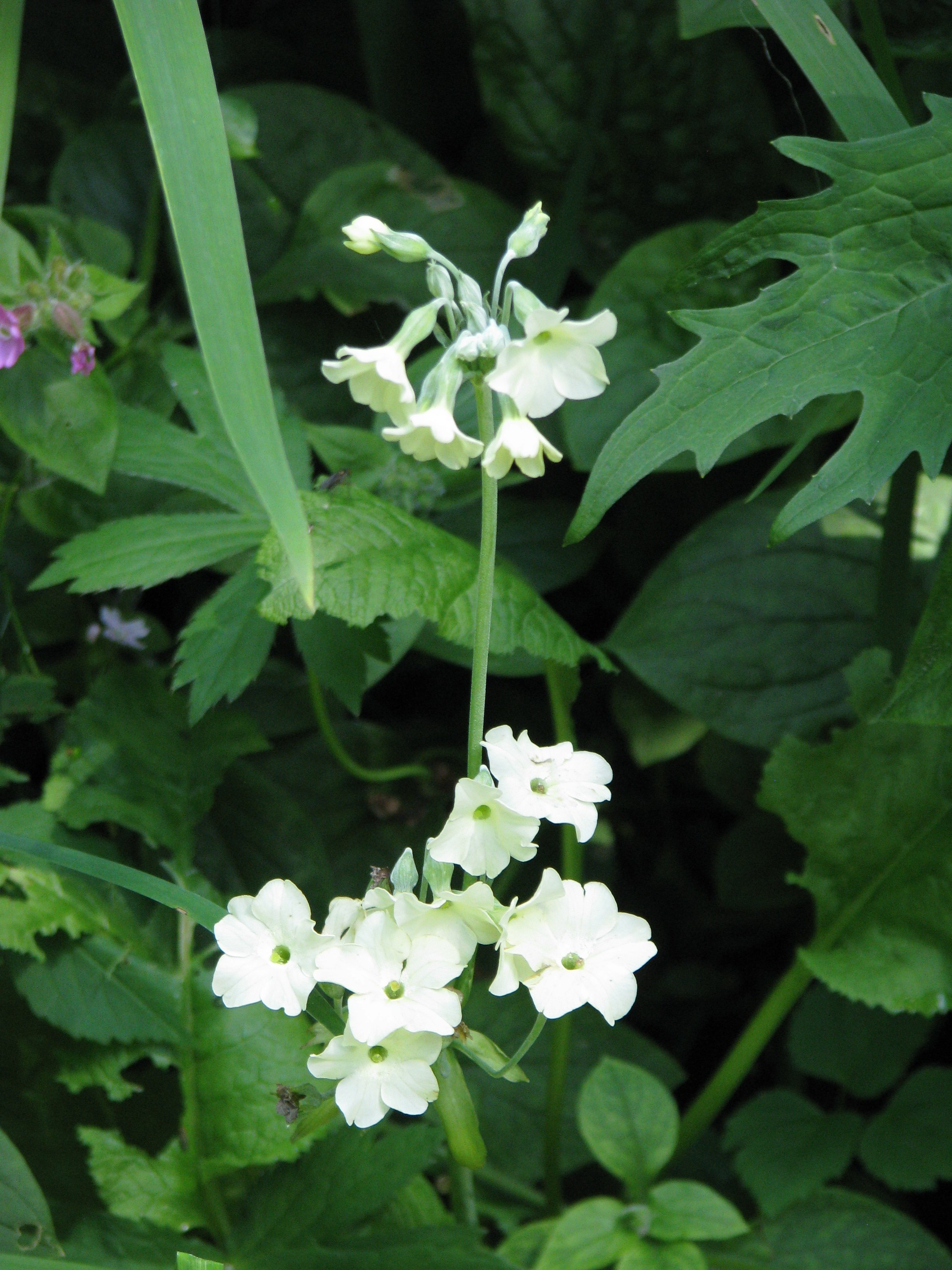